# José Alemany y Bolufer
José Alemany i Bolufer (Cullera, 1 de juliol de 1866 - Madrid, 26 d'octubre de 1934) va ser un filòleg, hel·lenista, lexicògraf i traductor valencià, acadèmic de la Reial Acadèmia de la Història.

## Biografia
Pertanyia a una família de camperols humils de Cullera. Durant el servei militar (1886-1888) va estudiar tres anys de Filosofia i Lletres en la Universitat de Barcelona, on amb posterioritat va realitzar diversos cursos de doctorat.
El 12 de març de 1890 va obtenir la revàlida d'aquest títol de grau a Madrid, amb una tesi titulada «Las ideas religiosas, políticas y morales de Jenofonte».

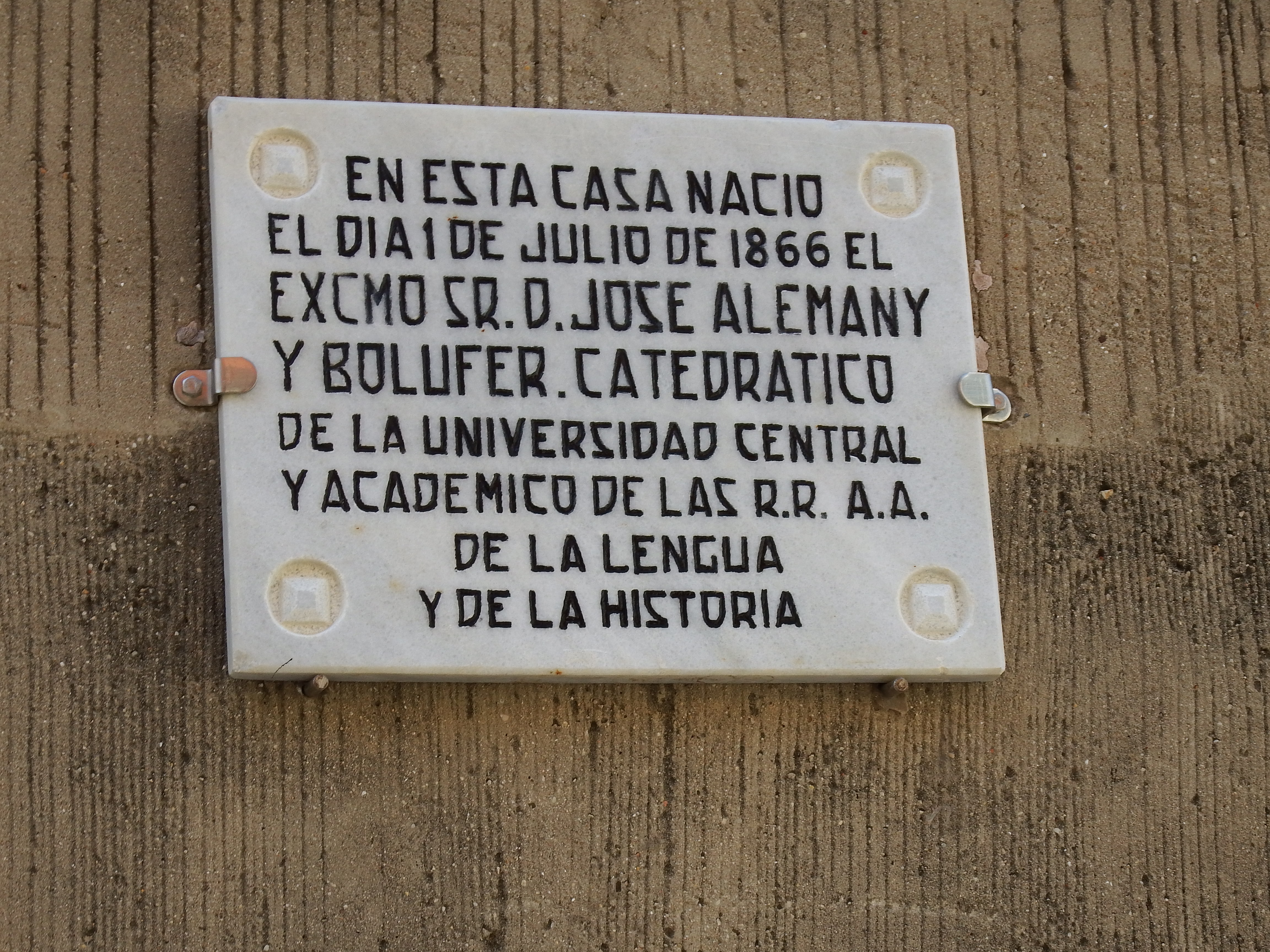
Placa commemorativa a Cullera

En 1891 es va presentar a un concurs per obtenir la càtedra de grec en la Universitat de Granada. Va tenir com a opositors a Ángel Ganivet (1865-1898) i Miguel de Unamuno (1864-1936). Unamuno aconseguiria el mateix càrrec a la Universitat de Salamanca. I com Ganivet ja tenia una merescuda fama pels seus escrits polítics, i a més era de la pròpia ciutat de Granada, el tribunal li va concedir la càtedra a ell, adduint que si bé no sabia gaire grec, seria capaç d'aprendre'l. Alemany va declarar incompetent al tribunal i el va recusar. El nou tribunal va estar presidit per Juan Valera (1824-1905), Marcelino Menéndez Pelayo (1856-1912), la reina Maria Cristina (1858-1929) i Ramón Menéndez Pidal (1869-1968) i li va concedir la càtedra.
Es va mudar a Granada amb la seva família. En 1895 i 1896 va publicar les seves traduccions al castellà de les versions franceses dels textos sànscrits Hitopadesa i Bhagavad guitá (1896). En 1899 va aconseguir —per oposició— la càtedra de grec en la Universitat Central de Madrid. El 1902 va publicar Estudio elemental de gramática histórica de la lengua castellana i el 1908 la traducció del text sànscrit Pañcha tantra. El 14 de març de 1909, després de llegir el discurs titulat «Del ordre de las palabras en la lengua indoeuropea», va ingressar en la Reial Acadèmia Espanyola ocupant la cadira S.
El 1912 va publicar la seva traducció (del francès i el sànscrito) de les Lleis de Manu. El 1925 va ingressar en la Reial Acadèmia de la Història.
Menéndez Pelayo i Menéndez Pidal li van encarregar que iniciés el Diccionario histórico de la lengua española, que es va publicar incomplet el 1933. Va dirigir el grup de lingüistes que van escriure el Diccionario enciclopédico (Barcelona, 1917) que va publicar l'editorial Ramón Sopena.
Tenia coneixement de diverses llengües indoeuropees, germàniques, uralo-altaiques, semítiques, africanes i ameríndies (va escriure una Gramàtica del aymara).
El 26 d'octubre de 1934 va morir en Madrid als 68 anys «víctima de l'ateroesclerosi que patia des de feia alguns anys». Segons la família va morir d'esgotament a causa de l'intens treball. Pòstumament, el 1941, el seu fill Bernardo Alemany Selfa va revisar i va publicar la seva Gramática de la lengua griega.
Malgrat els seus profunds coneixements lexicogràfics, va arribar a sostenir postures secessionistes en relació al valencià respecte al català, recriminant al pare Fullana que no declarés la independència del valencià «de la manera expressa i contundent que el cas requereix perquè tots s'assabentin» Per la seva banda el filòleg Manuel Sanchis Guarner li recrimina a La llengua dels valencians que, malgrat haver dedicat tota la seva vida a l'estudi de nombroses llengües d'Europa, Àsia i Amèrica, mai hagués dedicat cap atenció a la llengua pròpia. No obstant això, cal remarcar que durant tota la seva vida es va comunicar amb la seva dona en valencià.

## Obres
- 1895: Hitopadeza o Provechosa enseñanza (faules índies), traduït del sànscrit i el francès.
- 1896: Bhagavad-gita, traduït del sànscrit i el francès.
- 1902: Estudio elemental de gramática histórica de la lengua castellana.
- 1908: Panchatantra, basat en el Hitopadesa, traduït del sànscrit i el francès.
- 1912: Mánava dharma zástra, o libro de las leyes de Manu (traduït del sànscrit i el francès). Madrid: Librería Sucesores de Hernando (primera edición, 444 páginas).
- 1915: Calila y Dimna, basat en el Panchatantra, traduït del sànscrit i el francès.
- 1917: Diccionario de la lengua española. Madrid: Ramón Sopena.
- 1920: Tratado de la formación de palabras en la lengua castellana : la derivación y la composición estudio de los sufijos y prefijos empleados en una y otra (214 págs). Madrid: Librería General de Victoriano Suárez.
- 1928: Estudio elemental de gramática histórica de la lengua castellana (381 págs.). Madrid: Tipografía de Archivos. Olózaga.
- 1941 (pòstum): Gramática de la lengua griega, revisada i publicada pel seu fill Bernardo Alemany Selfa.
- 1942 (pòstum): Diccionario enciclopédico ilustrado de la lengua española. Madrid: Ramón Sopena.
- 1943 (pòstum): Edipo rey y Antígona, de Sófocles.
- Sófocles (José Alemany Bolufer, traductor), Octavio Paz (prologuista): Edipo rey, Antígona (91 pág.). Buenos Aires: Ciordia, 1964.